# Zabban y Thobeskh
En la mitología árabe Zabban Geolier y Thobeskh son los dos ángeles encargados de atormentar a los réprobos condenados al infierno. Se los considera anteriores a la fundación del islam. El Corán en su versículo 96:18 usa el término Zabaniyah (Arábico: الزبانية) (escrito también Zebani) para referirse a quienes atormentan las almas en el infierno. En sus versículos 66:6 y 74:30 el Corán usa el término para los ángeles del castigo eterno o guardianes del infierno. El origen etimológico del término no es claro.